# Lucrecia Castellano
Lucrecia Castellano, född 18 juni 2000, är en spansk volleybollspelare (libero). Hon har spelat för CV JAV Olímpico (2018–) och CAEP Soria (2016–2018). Hon deltog med Spanien vid EM 2019 och 2021.